# EDIFICE

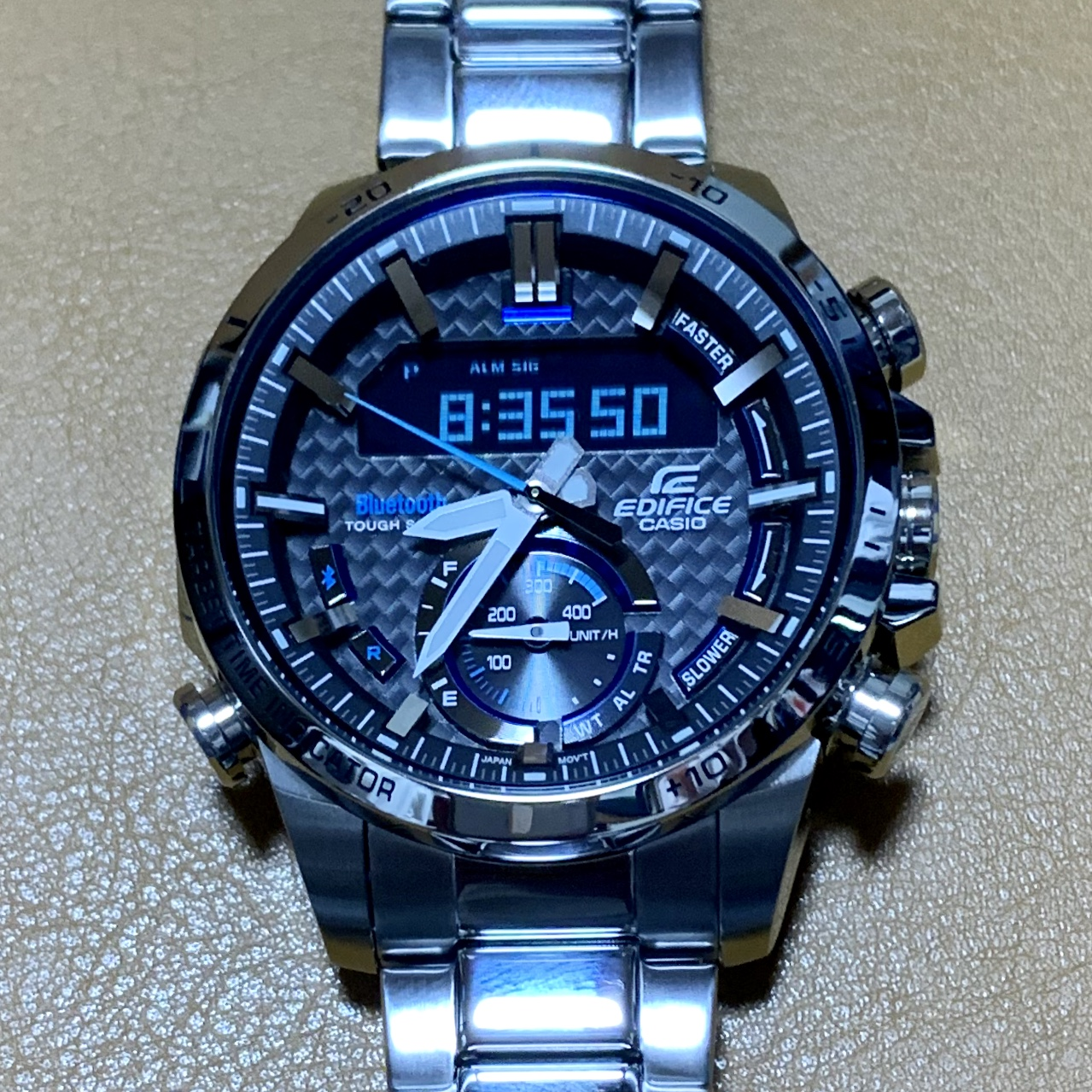
EDIFICE ECB-800D-1A

EDIFICE（エディフィス）は、カシオ計算機株式会社が販売している腕時計のブランドであり、ヨーロッパの時計市場においてカシオが腕時計メーカーであると認識されるようになったきっかけとなったブランドである。 
基本的にステンレスのフルメタルケース、無機ガラス風防が採用され、日本では1万～7万円（実売5万円程度）の中価格帯で展開される。電波ソーラー時計とタフソーラー時計、電池式クォーツ時計がある。
カシオの腕時計において世界戦略ブランドとして位置づけされ、2000年から日本以外の北米、ヨーロッパ地域などで展開されている。日本では2009年2月から発売されている。日本においては電波ソーラー時計をメインに展開され、アナログメインのクロノグラフを主軸としている。モータースポーツの躍動感をイメージした3D文字板構造を採用するなど凝ったデザインが特徴となっている。また、オシアナスに続いてSmart Accessモデルが投入された。
2009年から、F1チームのレッドブル・レーシングをサポートし、セバスチャン・ベッテルをイメージキャラクターとし、2009年のみのベッテルEDIFICEモデルは限定品として世界中で人気を得た。
その後、レッドブル・レーシング公認のEDIFICEは多くのモデルを発売し、モータースポーツのイメージを活用したマーケティングを展開した。
2016年からScuderia Toro Rosso（スクーデリア・トロ・ロッソ、2020年からスクーデリア・アルファタウリ）にサポートを変更し、フロントノーズにロゴマークが掲載されることになった。
2021年をもってアルファタウリのサポートを終了した。